# Central European Football League 2016
La Central European Football League 2016 è stata l'undicesima edizione dell'omonimo torneo di football americano. La sua finale è denominata CEFL Bowl XI.
Ha avuto inizio il 2 aprile e si è conclusa il 3 luglio con la finale di Graz vinta per 52-49 dagli austriaci Graz Giants sui serbi Beograd Vukovi.

## Squadre partecipanti
| Club                  | Città    | Stadio | Sponsor ufficiale | Risultato nella stagione 2015 |
| --------------------- | -------- | ------ | ----------------- | ----------------------------- |
| Alp Devils            | Kranj    |        |                   |                               |
| Beograd Vukovi        | Belgrado |        |                   |                               |
| Budapest Cowbells     | Budapest |        |                   |                               |
| Cineplexx Blue Devils | Hohenems |        |                   |                               |
| Domžale Tigers        | Domžale  |        |                   |                               |
| Graz Giants           | Graz     |        |                   |                               |
| Inđija Indians        | Inđija   |        |                   |                               |
| Ljubljana Silverhawks | Lubiana  |        |                   |                               |
| Niš Imperatori        | Niš      |        |                   |                               |
| Novi Sad Dukes        | Novi Sad |        |                   |                               |
| Sarajevo Spartans     | Sarajevo |        |                   |                               |
| Zagreb Patriots       | Zagabria |        |                   |                               |

## Stagione regolare

### Calendario

#### 1ª giornata
| 2 aprile 2016 | Domžale Tigers | 9 – 32 | Zagreb Patriots |  |

| 2 aprile 2016 | Sarajevo Spartans | 20 – 34 | Alp Devils |  |

| 2 aprile 2016 | Budapest Cowbells | 35 – 0 (a tavolino) | Inđija Indians |  |

#### 2ª giornata
| 9 aprile 2016 | Zagreb Patriots | 38 – 9 | Sarajevo Spartans |  |

| 10 aprile 2016 | Alp Devils | 47 – 7 | Domžale Tigers |  |

| 10 aprile 2016, ore 15:00 | Novi Sad Dukes | 28 – 39 (7-0 7-13 8-6 6-20) referto | Beograd Vukovi |  |

#### 3ª giornata
| 17 aprile 2016, ore 15:30 | Niš Imperatori | 6 – 49 (6-13 0-16 0-14 0-6) referto | Novi Sad Dukes |  |

#### 4ª giornata
| 23 aprile 2016 | Zagreb Patriots | 31 – 13 | Alp Devils |  |

| 23 aprile 2016 | Sarajevo Spartans | 30 – 20 | Domžale Tigers |  |

#### 5ª giornata
| 30 aprile 2016 | Budapest Cowbells | 19 – 37 | Novi Sad Dukes |  |

| Belgrado 30 aprile 2016 | Beograd Vukovi | 77 – 0 (27-0 20-0 14-0 16-0) referto | Niš Imperatori | OFK Beograd (300 spett.) |
| Josović Q1 ( TD ) 27yd run Dimitrijević Q1 ( pat ) Josović Q1 ( TD ) 16yd run Dimitrijević Q1 ( pat ) Bates Q1 ( TD ) 20yd pass from Uribe Bates Q1 ( TD ) 25yd pass from Uribe Dimitrijević Q1 ( pat ) Josović Q2 ( TD ) 8yd run Dimitrijević Q2 ( pat ) Stefanović Q2 ( TD ) 60yd pass from Uribe Mladenovski Q2 ( TD ) 40yd pass from Uribe Dimitrijević Q2 ( pat ) Milić Q3 ( TD ) 5yd pass from Uribe Dimitrijević Q3 ( pat ) Gorša Q3 ( TD ) 3yd run Dimitrijević Q3 ( pat ) Milić Q4 ( TD ) 15yd run Milić Q4 ( tpc ) pass from Stefanović Pavlović Q4 ( TD ) 30yd interception return Stojković Q4 ( tpc ) rush Marcatori |                |                                      |                |                          |
| |                |                                      |                |                          |
| Josović Q1 (TD) 27yd run Dimitrijević Q1 (pat) Josović Q1 (TD) 16yd run Dimitrijević Q1 (pat) Bates Q1 (TD) 20yd pass from Uribe Bates Q1 (TD) 25yd pass from Uribe Dimitrijević Q1 (pat) Josović Q2 (TD) 8yd run Dimitrijević Q2 (pat) Stefanović Q2 (TD) 60yd pass from Uribe Mladenovski Q2 (TD) 40yd pass from Uribe Dimitrijević Q2 (pat) Milić Q3 (TD) 5yd pass from Uribe Dimitrijević Q3 (pat) Gorša Q3 (TD) 3yd run Dimitrijević Q3 (pat) Milić Q4 (TD) 15yd run Milić Q4 (tpc) pass from Stefanović Pavlović Q4 (TD) 30yd interception return Stojković Q4 (tpc) rush                                                   | Marcatori      |                                      |                |                          |

#### 6ª giornata
| 7 maggio 2016 | Alp Devils | 7 – 13 | Sarajevo Spartans |  |

| 7 maggio 2016 | Niš Imperatori | 0 – 58 | Budapest Cowbells |  |

| 8 maggio 2016 | Zagreb Patriots | 45 – 14 | Domžale Tigers |  |

#### 7ª giornata
| 14 maggio 2016 | Ljubljana Silverhawks | 40 – 12 | Cineplexx Blue Devils |  |

| 14 maggio 2016 | Sarajevo Spartans | 12 – 26 | Zagreb Patriots |  |

| 14 maggio 2016 | Domžale Tigers | 20 – 36 | Alp Devils |  |

#### 8ª giornata
| 21 maggio 2016 | Inđija Indians | 0 – 51 (0-14 0-21 0-0 0-16) referto | Novi Sad Dukes |  |

| 22 maggio 2016 | Cineplexx Blue Devils | 14 – 37 | Graz Giants |  |

#### 9ª giornata
| 28 maggio 2016 | Alp Devils | 19 – 40 | Zagreb Patriots |  |

| 28 maggio 2016 | Graz Giants | 23 – 6 | Ljubljana Silverhawks |  |

| 28 maggio 2016 | Beograd Vukovi | 52 – 36 | Budapest Cowbells |  |

| 28 maggio 2016 | Domžale Tigers | 29 – 38 | Sarajevo Spartans |  |

#### 10ª giornata
| 5 giugno 2016 | Beograd Vukovi | 35 – 0 (14-0 14-0 7-0 0-0) referto | Inđija Indians |  |

#### 11ª giornata
| 18 giugno 2016 | Inđija Indians | 35 – 0 (a tavolino) referto | Niš Imperatori |  |

### Classifica
La classifica della regular season è la seguente:
- PCT = percentuale di vittorie, G = partite giocate, V = partite vinte, P = partite perse, PF = punti fatti, PS = punti subiti
- La qualificazione al CEFL Bowl è indicata in verde

#### Western Conference
| Pos. | Squadra               | PCT   | G | V | P | PF | PS |
| ---- | --------------------- | ----- | - | - | - | -- | -- |
| 1    | Graz Giants           | 1.000 | 2 | 2 | 0 | 60 | 20 |
| 2    | Ljubljana Silverhawks | .500  | 2 | 1 | 1 | 46 | 35 |
| 3    | Cineplexx Blue Devils | .000  | 2 | 0 | 2 | 26 | 77 |

#### Central Conference
| Pos. | Squadra           | PCT   | G | V | P | PF  | PS  |
| ---- | ----------------- | ----- | - | - | - | --- | --- |
| 1    | Zagreb Patriots   | 1.000 | 6 | 6 | 0 | 212 | 76  |
| 2    | Alp Devils        | .500  | 6 | 3 | 3 | 156 | 131 |
| 3    | Sarajevo Spartans | .500  | 6 | 3 | 3 | 122 | 154 |
| 4    | Domžale Tigers    | .000  | 6 | 0 | 6 | 99  | 228 |

#### Eastern Conference
| Pos. | Squadra           | PCT   | G | V | P | PF  | PS  |
| ---- | ----------------- | ----- | - | - | - | --- | --- |
| 1    | Beograd Vukovi    | 1.000 | 4 | 4 | 0 | 203 | 64  |
| 2    | Novi Sad Dukes    | .750  | 4 | 3 | 1 | 165 | 64  |
| 3    | Budapest Cowbells | .500  | 4 | 2 | 2 | 148 | 89  |
| 4    | Inđija Indians    | .250  | 4 | 1 | 3 | 35  | 121 |
| 5    | Niš Imperatori    | .000  | 4 | 0 | 4 | 6   | 219 |

## Playoff

### Tabellone
|  | Semifinali | Semifinali      | Semifinali     |                |    | XI CEFL Bowl | XI CEFL Bowl | XI CEFL Bowl |  |
|  |            |                 |                |                |    |              |              |              |  |
|  |            |                 |                |                |    | Graz Giants  | Graz Giants  | 52           |  |
|  |            |                 |                |                |    | Graz Giants  | Graz Giants  | 52           |  |
|  |            |                 | Beograd Vukovi | Beograd Vukovi | 49 |              |              |              |  |
|  | 1E         | Beograd Vukovi  | Beograd Vukovi | Beograd Vukovi | 49 | 49           |              |              |  |
|  | 1E         | Beograd Vukovi  |                |                |    |              |              |              |  |
|  | 1C         | Zagreb Patriots | 0              |                |    |              |              |              |  |

### Semifinale
| 18 giugno 2016 | Beograd Vukovi | 49 – 0 | Zagreb Patriots |  |

### CEFL Bowl XI
| Graz 3 luglio 2016 | Graz Giants | 52 – 49 | Beograd Vukovi |  |

## Verdetti
- Graz Giants Vincitori del CEFL Bowl XI